# شوتو آشینو
شوتو آشینو (انگلیسی: Shoto Ashino؛ زادهٔ ۲۴ ژوئیهٔ ۱۹۹۲) بازیکن فوتبال است.